# Hofstadgroep
De Hofstadgroep of het Hofstadnetwerk is de naam die door de Algemene Inlichtingen- en Veiligheidsdienst (AIVD) aan een groep radicale islamistische jongeren werd gegeven. Van deze jongeren werden er 14 later door het Openbaar Ministerie verdacht van terroristische activiteiten. De leden van deze groep kwamen geregeld bijeen in het Amsterdamse huis van Mohammed Bouyeri, de moordenaar van Theo van Gogh.

## Vermeende terroristische organisatie
De naam Hofstadgroep werd voor het eerst naar buiten gebracht in een artikel op 9 november 2004 van NRC Handelsblad, dat beschikte over een geheime rapportage van de Algemene Inlichtingen- en Veiligheidsdienst (AIVD) over een groep radicale moslimjongeren in Den Haag en Amsterdam. In de processen tegen de groep na de moord op Theo van Gogh probeerde het openbaar ministerie de groep jongeren aanvankelijk nog enige tijd met zijn eigen codenaam 'Arles' aan te duiden, maar in politiek en media raakte al gauw de naam 'Hofstadgroep' in zwang. Het netwerk kwam bijeen in de periode van mei 2003 tot de arrestatie van enkele leden in november 2004.
Het OM legde de verdachten onder ander lidmaatschap van een terroristische organisatie ten laste. Op 10 maart 2006 oordeelde de rechtbank in Rotterdam dat negen van de leden van de Hofstadgroep inderdaad een criminele organisatie met een terroristisch oogmerk vormden. Vijf leden waren slechts passief lid en namen volgens de rechter geen deel aan de criminele en terroristische activiteiten. Op 23 januari 2008 oordeelde het gerechtshof in Den Haag in hoger beroep dat van een organisatie zoals omschreven in de wet geen sprake was. Hierdoor kon er volgens het Hof geen sprake zijn van een criminele organisatie. Alle verdachten werden door het Hof vrijgesproken van de tenlastelegging 'lidmaatschap van een terroristische organisatie'. Het Openbaar Ministerie ging tegen deze uitspraak in cassatie. Op 2 februari 2010 oordeelde de Hoge Raad dat dit gedeelte van het hoger beroep in het proces tegen de Hofstadgroep over gedaan moet worden.
De Hofstadgroep komt voor op de lijst van terroristische organisaties van de Nationaal Coördinator Terrorismebestrijding en Veiligheid (NCTV) en op de lijst van de Raad van de Europese Unie.
Naast de veertien leden die voorgeleid werden, stond het netwerk ook nog in contact met andere personen die niet vervolgd zijn in deze zaak. De bekendste van deze personen is Samir Azzouz.

## Tijdlijn
- Herfst 2002 geeft de AIVD voor intern gebruik een groep radicale moslims de naam Hofstadgroep.
- Op 14 oktober 2003 arresteert de politie Samir Azzouz, Ismail Akhnikh, Jason Walters en Redouan al-Issar op verdenking van het plannen van een aanslag ergens in Nederland. Alle vier worden enkele dagen later vrijgelaten. Uiteindelijk wordt alleen Samir Azzouz in deze zaak vervolgd. In 2005 wordt hij vrijgesproken wegens gebrek aan bewijs: hij was weliswaar in het bezit van een zelfgemaakte bom, maar omdat deze de verkeerde soort kunstmest bevatte zou die nooit werkelijk hebben kunnen ontploffen.
- Op 2 november 2004 wordt Theo van Gogh vermoord. De dader, Mohammed Bouyeri, handelde volgens de rechtbank alleen.
- Op 10 november 2004 vindt een politie-inval in Laakkwartier in Den Haag plaats, waarbij een woning in de Antheunisstraat in Den Haag wordt 'belegerd'. Bij de inval raken drie agenten gewond, Jason Walters en Ismail Akhnikh worden gearresteerd.
- Op 22 juni 2005 arresteert de politie in Amsterdam Nouriddin El Fahtni, zijn vrouw Soumaya Sahla en haar vriendin Martine van den O. El Fahtni heeft op het moment van zijn arrestatie een doorgeladen machinepistool bij zich. Een celgenoot beweert later dat El Fahtni hem heeft verteld dat hij op weg was om Ayaan Hirsi Ali en/of Geert Wilders te vermoorden. Op 22 juni 2005 arresteert de Britse politie op Nederlands verzoek Rachid Belkacem in Whitechapel, Londen. Martine van den O. komt vrij snel weer vrij en ontkent op 16 september 2005 in het programma Netwerk, herkenbaar in beeld, dat zij iets met terroristische activiteiten te maken heeft.[6]
- Op 14 oktober 2005 arresteert de politie Samir Azzouz, Jermaine Walters, het jongere broertje van Jason, en vijf anderen op de verdenking dat zij aanslagen voorbereiden op (niet nader genoemde) politici en het gebouw van de AIVD in Leidschendam. Samir en Jermaine zijn op dat moment weliswaar verdachte in de eerste Hofstadzaak, maar zij zitten op dat moment niet in hechtenis. Nouriddin El Fahtni is in deze nieuwe terreurzaak eveneens verdachte.
- Op 28 oktober 2005 wordt Saleh B. gearresteerd, formeel op verdenking van betrokkenheid bij een overval op een supermarkt. Zijn arrestatie lijkt het directe gevolg van speculaties in de media naar aanleiding van opmerkingen van de advocaten van enkele Hofstad-verdachten: Saleh B. zou bij diverse gebeurtenissen een centrale rol gespeeld hebben, maar bij arrestaties steeds de dans ontspringen. De verdachten concluderen dat hij een informant is van de AIVD.
- Op 25 januari 2006 wordt door het Openbaar Ministerie celstraffen geëist tot twintig jaar tegen de veertien leden van de Hofstadgroep. Tegen Jason Walters en Ismail Akhnikh wordt twintig jaar geëist, ze worden beschuldigd van deelname aan een criminele organisatie met terroristisch oogmerk en voor poging tot moord op vijf leden van het arrestatieteam tijdens de inval in de Antheunisstraat.
- Op 10 maart 2006 worden Jason Walters, Ismael Akhnikh en Nouriddin El Fahtni veroordeeld tot respectievelijk 15, 13 en 5 jaar cel. In totaal zijn negen van de veertien verdachten veroordeeld voor lidmaatschap van een terroristische organisatie.[7][8]
- Op 3 april 2006 wordt de ministeriële Sanctieregeling terrorisme 2006 afgekondigd.[9] Deze bevriest tegoeden en verbiedt het geven van financiële dienstverlening (zoals bankrekeningen en verzekeringen) aan de Hofstadgroep en negen van haar leden. Op 7 februari 2007 is de regeling vervallen.[10]
- Op 5 juli 2006 wordt de vrijgesproken terreurverdachte Rachid Belkacem dood in zijn woning in Zierikzee gevonden met schuim op zijn mond. Zijn familie denkt dat dit een moordaanslag was en dat hij vergiftigd is. Op 24 november 2006 werd bekend dat onderzoek geen aanwijzingen in die richting had opgeleverd.[11] Op 31 mei 2007 maakten het Openbaar Ministerie en de politie bekend dat ook verder geen aanknopingspunten voor een misdrijf waren gevonden, en dat het onderzoek daarom was afgesloten.
- Op 1 september 2006 vindt een pro-formazitting plaats voor het hoger beroep waarbij het voorarrest met 90 dagen wordt verlengd. Bekend wordt gemaakt dat de inhoudelijke behandeling van de zaak pas in januari 2007 plaats zal vinden.
- Op 28 december 2006 is de Hofstadgroep op een Europese lijst van terroristische organisaties geplaatst, waardoor de leden beperkt worden in hun handelingsvrijheid.
- Op 23 januari 2008 oordeelt het Haagse gerechtshof — in zeven arresten[12] — dat de Hofstadgroep geen terroristische organisatie vormde. Alle verdachten werden daarmee vrijgesproken van deelname aan een criminele en terroristische organisatie.[3][13] Jason Walters, die op 10 november 2004 in het Laakkwartier een handgranaat naar de agenten van het arrestatieteam gooide, deed dit niet met terroristisch oogmerk, aldus het hof. Walters kreeg 15 jaar gevangenisstraf wegens poging tot moord.[14] Ismail Akhnikh, die ook bij de inval in het Laakkwartier aanwezig was, kreeg 15 maanden cel wegens het in bezit hebben van wapens.[15]
- Op 2 februari 2010 vernietigt de Hoge Raad de vrijspraken van het hof en verwijst de zaken ter verdere berechting naar het Gerechtshof Amsterdam.[16][17][18] Deze vernietiging houdt verband met de (te strikte) definitie van "terroristische organisatie" die het hof heeft gehanteerd.
- Op 17 december 2010 wijst het Gerechtshof Amsterdam — na verwijzing door de Hoge Raad — arrest.[19] Zes van de zeven verdachten stellen hiertegen beroep in cassatie in.
- Op 3 juli 2012 wijst de Hoge Raad zes arresten (met wisselende uitkomst).[20]

## Leden en personen die met de groep in contact zouden staan[21]

### Veroordeelde personen
De volgende personen zijn in dit proces veroordeeld:
1. Ismail Akhnikh alias Suhaib, een Nederlandse Marokkaan die werd gearresteerd tijdens de inval in het Laakkwartier. Op 10 maart 2006 door de rechtbank veroordeeld tot 13 jaar cel wegens deelname aan een criminele en terroristische organisatie, poging tot moord, meermalen gepleegd en overtreding Wet wapens en munitie. In hoger beroep veroordeeld tot 15 maanden cel voor overtreding van de Wet wapens en munitie, maar vrijgesproken voor de andere aanklachten. De aanklacht van deelname aan een criminele organisatie wordt aan het gerechtshof Amsterdam voorgelegd.
2. Jason Walters alias Abu Mujahied Amrikie. Zoon van een Amerikaanse vader en een Nederlandse moeder. Gearresteerd tijdens de inval in het Laakkwartier, 10 november 2004. Op 10 maart 2006 door de rechtbank veroordeeld tot 15 jaar cel wegens deelname aan een criminele en terroristische organisatie, poging tot moord, meermalen gepleegd, en overtreding Wet wapens en munitie. In hoger beroep veroordeeld tot 15 jaar cel voor poging tot moord, meermalen gepleegd en overtreding Wet wapens en munitie. De aanklacht van deelname aan een criminele organisatie wordt aan het gerechtshof Amsterdam voorgelegd.
3. Mohammed Bouyeri, reeds veroordeeld tot levenslang voor de moord op Theo van Gogh. In zijn huis vonden volgens het OM de bijeenkomsten van de groep plaats. Door de rechtbank beschouwd als leider van de Hofstadgroep. Veroordeeld voor lidmaatschap van een terroristische organisatie maar had al levenslang, en kon dus niet extra gestraft worden.

### Hoger beroep na veroordeling door de rechtbank
De vrijspraak van vijf verdachten op 23 januari 2008 door het gerechtshof Den Haag is in cassatie door de Hoge Raad vernietigd. De aanklacht van deelname aan een criminele organisatie wordt (in hoger beroep) voorgelegd aan het gerechtshof Amsterdam.
1. Youssef E. Op 10 maart 2006 door de rechtbank veroordeeld tot 1 jaar gevangenisstraf.
2. Mohamed Fahmi B., alias Abu Mussab. Door de rechtbank veroordeeld tot 18 maanden gevangenisstraf.
3. Nouriddin El Fahtni, eveneens op 22 juni 2005 gearresteerd. Hij werd verdacht van verboden wapenbezit en lidmaatschap van een terroristische organisatie (d.i. de Hofstadgroep). Tegelijkertijd werden Martine van den O. en El Fahtni's vrouw Soumaya Sahla gearresteerd, die op het moment van arrestatie bij hem in de auto zaten.[22] El F. was in de zomer van 2004 ook al gearresteerd in Portugal op verdenking van het plegen van een bomaanslag tijdens het EK voetbal, maar werd wegens gebrek aan bewijs vrijgelaten. Op 2 oktober 2008 werd hij uiteindelijk door het Haagse gerechtshof veroordeeld tot 8 jaar gevangenisstraf wegens verboden wapenbezit. Na het uitzitten van zijn straf werd hij in juni 2011 als ongewenst vreemdeling uitgezet naar Marokko.[23]
4. Ahmed H., huisgenoot van Mohammed Bouyeri. Door de rechtbank veroordeeld tot 2 jaar gevangenisstraf.
5. Mohammed El M., aangehouden tijdens EK voetbal in Portugal. Door de rechtbank veroordeeld tot 2 jaar gevangenisstraf.

### Vrijspraak door gerechtshof
1. Zine Labidine A. Op 16 januari 2006 Nederland uitgezet. Op 10 maart 2006 veroordeeld tot 18 maanden cel. In hoger beroep vrijgesproken door het gerechtshof Den Haag.

### Vrijspraak door rechtbank
Vijf personen zijn op 10 maart 2006 door de rechtbank vrijgesproken.
1. Nadir A., in mei 2005 aangehouden en in november samen met Zine Labidine A. vrijgelaten.
2. Rachid Belkacem, in juli 2006 overleden in zijn woning in Zierikzee.
3. Mohammed El B., gearresteerd in Portugal, kwam bij Bouyeri in huis.
4. Zakaria T. ging eind 2003 tot begin 2004 met Jason Walters naar Pakistan.
5. Jermaine Walters, jongere broer van Jason.

### Personen die in contact zouden staan met leden van het netwerk
De onderstaande personen zijn met een of meerdere leden van de Hofstadgroep in verband gebracht, maar zijn niet vervolgd voor lidmaatschap van de Hofstadgroep.
- Samir Azzouz, driemaal gearresteerd. Eén keer niet vervolgd, één keer in hoger beroep vrijgesproken en die zaak is nu in cassatie bij de Hoge Raad. In een derde zaak tot 8 jaar gevangenisstraf veroordeeld. Was ook regelmatig aanwezig bij huiskamerbijeenkomsten in huis van Bouyeri.
- Saleh B., gearresteerd op 28 oktober 2005. Volgens advocaten van enkele andere vermeende leden van de Hofstadgroep is hij een informant van de AIVD.
- Redouan al-Issar alias Abu Khaled. Vooralsnog voortvluchtig. Vermoedelijk geestelijk leider van de groep, afkomstig uit Syrië. Al-Issar zou volgens sommige bronnen in Syrië in de gevangenis zitten, terwijl volgens andere bronnen onduidelijk is waar hij zich bevindt. Vermoed wordt dat zijn ideologie afkomstig is van de organisatie Takfir wal Hijra.
- Martine van den O., tot de islam bekeerde vrouw, actief bij Al-Aqsa Internationale Stichting en tevens vriendin van Soumaya Sahla. Op 22 juni 2005 gearresteerd met Sahla en El Fahtni. Kort daarna vrijgelaten.
- Soumaya Sahla, de vrouw van Nouriddin El Fahtni. In oktober 2005 tot negen maanden cel veroordeeld wegens verboden wapenbezit, in 2014 veroordeeld tot drie jaar gevangenisstraf voor lidmaatschap van een terroristische organisatie en verboden wapenbezit.